# Јован Казански
Јован Казански (?, Нижњи Новгород - 24. јануар 1529, Казањ, Казањски канат) - руски православни светитељ, мученик.
Православна црква га помиње 24. јануара (6. фебруара) - дан смрти и у Сабору казанских светаца.

## Биографија
За Јована Казанског се зна да је био из Нижњег Новгорода. За време владавине великог московског кнеза Василија Ивановича (обично 1505. године), казански Татари су напали Нижњи Новгород. Многи становници су ухваћени и одведени у Казањ. Међу њима је био и један богобојажљив и побожан младић по имену Јован. Током поделе заробљеника, отишао је до кановог рођака („краљевог стрица“) - „принца“ по имену Алеи-Схпур (у другим изворима - Алеи-Схнур, Алеи-Схкур).
Ценећи Јована као одличног слугу, Алеи-Схпур је желео да га преобрати у ислам. Али кротки, послушни и вредни Јован у свему је чврсто изјавио да је исповедао Исуса Христа као Господа Бога. Ни обећано помиловање, ни претње нису могле да поколебају Јована. Храбро је објавио Алеи-Шпуру да је хришћанин и да ништа не може да га натера да промени своја уверења. Чак ни мучење коме је био подвргнут није постигло свој циљ. Не само да је снажно бранио хришћанску веру, већ је и осудио лажна учења Мухамеда. Видевши, с једне стране, бесциљност својих бројних покушаја да преведе Јована у ислам, а с друге чврстину са којом је мученик отворено исповедио Христа и назвао Мухамеда лажовом, гневни Алеј-Шпур је 1529. године наредио смрт Јована, који му је верно служио.
Јовану Казанском везали су руке појасом и одвели ван града на оближњу планину. Тамо је требало да му одсеку главу. Мучећи Јована, мучитељи су нанели многе ране, а стомак је прободен мачем. Најзад су одлучили да му одсеку главу. Али ударац је задат неуспешно - само је мученику пререзан врат, због чега је пао у несвест, обилно крварећи. Мучитељи, сматрајући Јована мртвим, вратили су се у град. Јован Казански лежао је без свести много сати и будио се тек касно увече.
Прекрстивши се и подупирући главу рукама, Јован је отишао у град к бојарима великог кнеза Москве који је тамо живео. Дошавши до бојара касно у ноћ, Јован им је испричао о мукама које је претрпео од муслимана. Ране које су му нанете биле су смртоносне. Предосећајући своју скору смрт, замолио је свештеника који је био са бојарима да га причести Светим Христовим Тајнама. Причестивши се, Јован је провео остатак ноћи без сна у молитви и ујутру са изласком сунца је умро.
Тело мученика Јована Казанског тајно је сахрањено „на старом руском гробљу“, недалеко од Казања, на месту где се сада налази Свето-Успенски Зилантовски манастир.

## Канонизација и поштовање
Први казански митрополит Гермоген, касније Патријарх московски и све Русије, послао је 1592. године писмо патријарху Јову у којем је саопштио да у Казању нема посебног помена православним војницима који су положили животе за веру и отаџбину код Казања, и затражио да се установи конкретан дан сећања. Истовремено је известио о три мученика који су пострадали у Казању за веру Христову, од којих је један био Рус, по имену Јован („Јован Нови“), пореклом из Нижњег Новгорода, заробљен од Татара, и друга двојица, Стефан и Петар, преобраћени су Татари који су страдали због своје вере од својих бивших једноверника. Светитељ је изразио жаљење што ови мученици нису уврштени у синодикон који се чита у недељу Православља, и што им се није певао вечни помен.
Као одговор, патријарх Јов је послао указ којим је наређено да „свим православним војницима погинулим у близини Казања и унутар Казања, у суботу после Покрова Пресвете Богородице служе помен у Казању и по целој Казанској митрополији и да се приврже велики синодикон читан у недељу Православља“
Наређено је да се три казанска мученика уврсте у исти синодик, а митрополиту Гермогену је поверено да одреди дан њиховог сећања. Овај последњи је објавио патријаршијски указ за своју епархију, додајући да све цркве и манастири служе литургије и парастоси тројици казанских мученика и помене их на литијама и литургијама 24. јануара – на дан мученичке кончине Јована Казанског.